# Иманасов, Сакен Кусайынулы
Сакен Кусайынулы Иманасов (каз. Сәкен Құсайынұлы Иманасов;
2 мая 1938, село Талапкер Алакольского района Алматинской области Казахская ССР – 10 декабря 2012, Алматы) – казахский и советский поэт, журналист,  редактор, переводчик. Заслуженный деятель Казахстана (2006).

## Биография
После окончания средней школы в нынешнем городе Ушарал работал на железнодорожном строительстве.
Позже был инструктором райкома комсомола.
Занимался журналистикой в районной газете. Литературный работник газеты "Лениншил Жас".
На партийной работе в Алматинском обкоме КПСС.
Занимал ответственные должности в Союзе писателей Казахстана. Работал в журнале «Балдырган», в газете «Казахстан».
Работал редактором, главным редактором в издательстве «Жазучи».
Занимал ответственную должность в Алматинской областной администрации.
Избирался депутатом Верховного Совета Казахской ССР.

## Творчество
Дебютировал как поэт в 1956 году.

## Избранные произведения
- «Туған ауыл»
- «Ақ айдын»
- «Ақ дариға»
- «Жайдарман»
- «Ғашық дүние»
- «Алтын аймақ»
- «Ғашықпын саған»
- «Бел-белес»
- «Адырна»
- «Жебе»

На русском языке
- «Созвучие» (Стихи и поэма)
- «Тетива»

Занимался переводами, в том числе персидского  поэта Джалаладдина Руми, русских поэтов А. Кольцова и В. Маяковского, ангольского поэта А. Нето, Р. Рыскулова, С. Жусуева и др.

## Награды
- Лауреат международной литературной премии «Алаш».
- Заслуженный деятель Казахстана (2006).
- Почётный  гражданин Алматинской области.
- Почётный гражданин Алакольского района.
- Почётный гражданин Ушарала.